# Meiwa, Mie
Meiwa (japanska: 明和町?, Meiwa-chō) är en landskommun (köping) i Mie prefektur i Japan.  